# Clemens VII (motpåve)
Clemens VII (latin ”den milde”), egentligen Robert av Genève, född 1342 i Genève, Schweiz, död 16 september 1394 i Avignon, var motpåve i Avignon från den 20 september 1378 till den 16 september 1394 under den stora schismen. Han var son till greven Amadeus III av Genève. Han var kanik i Paris, därpå biskop av Thérouanne och Cambrai samt senare kardinal med Santi XII Apostoli som titelkyrka (1371).
Efter att han utsetts till kardinal lät han, i kriget mot Florens, sina legosoldater föröva en massaker på 10 000 personer i Cesena den 1–3 februari 1377.
När påvarnas babyloniska fångenskap var över och den nye påven Urban VI hade krönts i Rom 1378, utropades Clemens VII till motpåve mot denne, av de från Urban VI avfallna, mestadels franska kardinalerna. I och med detta inleddes den stora schismen 1378–1417. Clemens erkändes i åtskilliga länder (Frankrike, Spanien och Skottland) men lyckades inte lägga under sig den större delen av den västerländska kristenheten. Han fick fly från Rom till Avignon, där han skänkte en del av sina områden till kung Ludvig II av Anjou.